# Alexandr Krasnov (ciclista)
Alexandr Guennádievich Krasnov –en ruso, Александр Геннадьевич Краснов– (Lebiazhe, 7 de abril de 1960) es un deportista soviético que compitió en ciclismo en la modalidad de pista, especialista en la prueba de persecución por equipos.
Participó en los Juegos Olímpicos de Moscú 1980, obteniendo la medalla de plata en la prueba de persecución por equipos (junto con Viktor Manakov, Valeri Movchan, Vladimir Osokin y Vitali Petrakov).
Ganó cinco medallas en el Campeonato Mundial de Ciclismo en Pista entre los años 1981 y 1987.

## Medallero internacional
| Juegos Olímpicos   | Juegos Olímpicos                   | Juegos Olímpicos  | Juegos Olímpicos            |
| Año                | Lugar                              | Medalla           | Competición                 |
| ------------------ | ---------------------------------- | ----------------- | --------------------------- |
| 1980               | Moscú ( URSS)                      | Medalla de oro    | Persecución por equipos     |
| Campeonato Mundial |                                    |                   |                             |
| Año                | Lugar                              | Medalla           | Competición                 |
| 1981               | Brno ( Checoslovaquia)             | Medalla de plata  | Persecución por equipos (A) |
| 1982               | Leicester ( Reino Unido)           | Medalla de oro    | Persecución por equipos (A) |
| 1985               | Bassano ( Italia)                  | Medalla de bronce | Persecución por equipos (A) |
| 1986               | Colorado Springs ( Estados Unidos) | Medalla de bronce | Persecución por equipos (A) |
| 1987               | Viena ( Austria)                   | Medalla de oro    | Persecución por equipos (A) |

1. ↑  Compitió en la ronda de clasificación.